# Route 1 (Alberta)
Pour les articles homonymes, voir Route 1.
La route 1 de l'Alberta est une route majeure de la province de l'Alberta. Elle est la branche sud de la route transcanadienne dans la province, tandis que la branche nord est la route 16. Comme dans toutes les provinces de l'Ouest, la branche sud de la transcanadienne porte le numéro 1. Elle est le principal lien ouest / est du sud de la province et constitue le principal lien entre la métropole, Calgary, et les provinces de la Colombie-Britannique, à l'aire touristique de Banff et à la province de la Saskatchewan. Elle mesure au total 534 kilomètres, et elle traverse les villes de Lake Louise, Canmore, Banff, Calgary, Brooks et Medicine Hat. De plus, elle est à voies séparées sur presque toute sa longueur (excepté dans le territoire de Calgary), et possède les standards autoroutiers à l'ouest de Calgary dans les Rocheuses.

## Tracé

### Colombie-Britannique – Calgary
L'extrémité ouest de la route 1 en Alberta est située à la frontière avec la Colombie-Britannique, au sommet des Rocheuses. En effet, la frontière suit la délimitation des bassins versants du Pacifique et des prairies canadiennes. C'est l'un des quatre points au sud des Rocheuses où il est possible de traverser la frontière, avec les routes 3, 93 et 16. À une hauteur de plus de 2 700 mètres, au Col du Cheval-qui-Rue, la route 1 traverse la frontière, dans le parc national de Banff, tout juste à l'est du parc national de Yoho. À l'ouest de la frontière, la route 1 se poursuit vers Golden, Revelstoke, Kamloops et, ultimement, Vancouver.

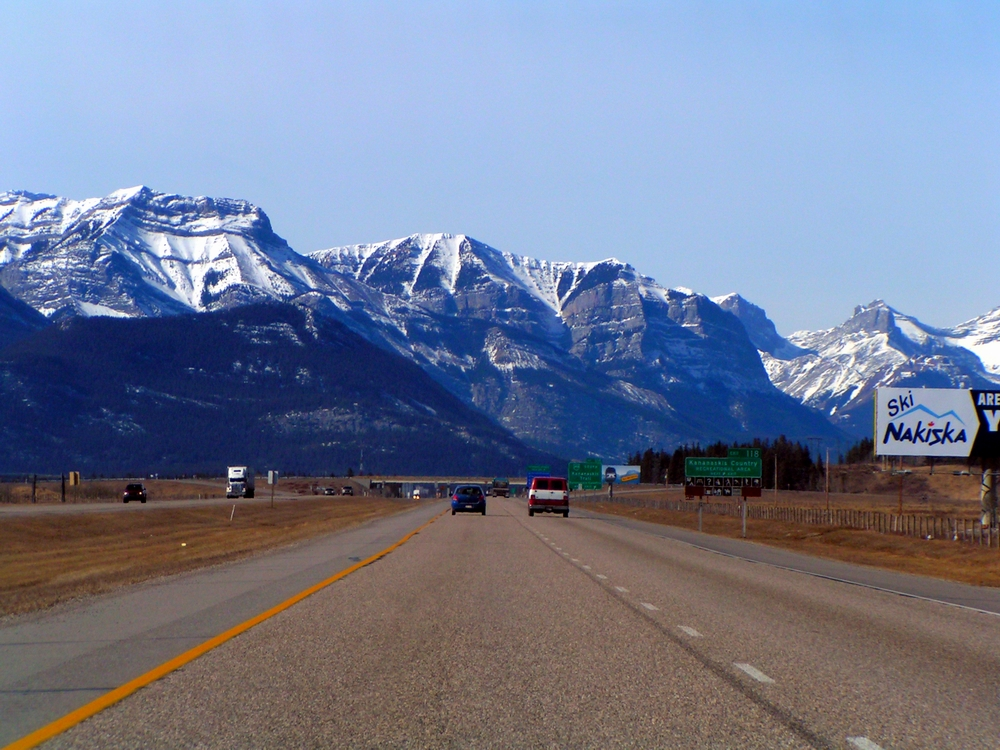
La route transcanadienne direction Ouest près du kilomètre 120, à Seebe. Le panorama des Rocheuses devient magnifique à partir de ce point.

La route 1 descend la vallée des Rocheuses sur une distance de 12 kilomètres, en étant une autoroute à accès limité, et ce, jusqu'à Calgary. Cette section a été terminée en juin 2014 afin d'améliorer le lien transcanadien. À l'ouest de Lake Louise, elle croise la route 93 nord vers le nord des Rocheuses et Jasper. À ce point, la route 1 courbe légèrement vers le sud-est toujours en étant une autoroute à accès limité. Elle possède par la suite un échangeur avec la route 1A vers Lake Louise, où la route 1 courbe vers le sud pour suivre la vallée des Rocheuses. Elle continue par la suite sur une distance de 28 kilomètres en tournant légèrement vers le sud-est en passant à l'ouest du mont Deltaform, haut de 3 424 mètres. Cette section (entre Lake Louise et le prochain échangeur) est en chevauchement avec la route 93. À Castle Mountain, la route 93 se détache de la route 1 pour se diriger vers le sud-est de la Colombie-Britannique. La route Transcanadienne, quant à elle, continue vers le sud-est sur 17 kilomètres en suivant toujours la vallée des Rocheuses tout en continuant de descendre. Elle passe notamment à l'est du mont Brett, haut de 2 984 mètres et tourne ensuite à 90°, pour ainsi se diriger vers le nord-est sur une quinzaine de kilomètres. Elle contourne Banff dans cette section et possède 3 échangeurs menant à la ville. Elle rejoint par la suite le domaine skiable du mont Norquay, où elle possède une longue courbe qui lui permet de revenir à nouveau vers le sud-est. Entre les kilomètres 80 et 91, toujours en étant une autoroute à accès limité, elle possède 3 échangeurs menant à Canmore, la plus grande ville de la région, entre Harvie Heights et Exshaw. Au kilomètre 93, juste au nord du mont Allan, haut de 2 816 mètres, elle possède un tournant sinueux à 90° alors qu'elle se dirige désormais vers l'est. Sur une distance de 20 kilomètres, elle se dirige vers l'est-nord-est en suivant la rive sud de la rivière Bow en plus de posséder plusieurs grands virages. Alors qu'elle quitte la région des Rocheuses, le relief devenant de moins en moins escarpé. Elle passe au sud de Seebe entre les kilomètres 115 et 120, puis continue de suivre la rivière sur 15 kilomètres, le territoire devenant de plus en plus plat. Elle quitte d'ailleurs le parc national de Banff aux alentours du kilomètre 105.
Au kilomètre 137, elle bifurque vers le sud-est pour passer au sud de Cochrane au kilomètre 160. Elle revient progressivement vers l'est à partir de ce kilomètre, pour continuer sur 16 kilomètres en ligne droite vers l'est, en possédant quelques échangeurs. Elle approche progressivement de Calgary, la plus grande ville de l'Alberta, alors qu'au kilomètre 177, elle croise la route 201, la Stoney Trail.

### Calgary

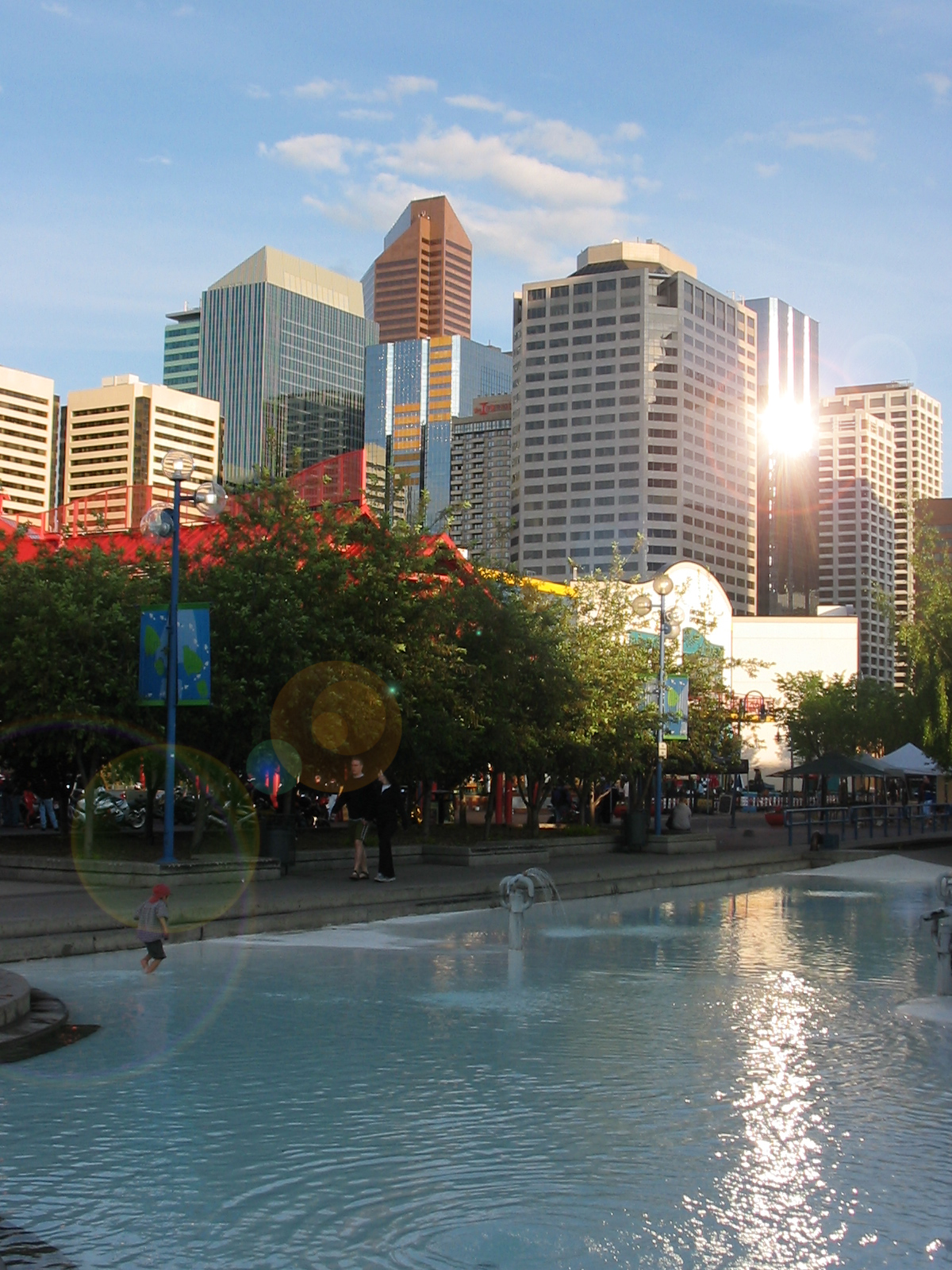
Calgary.

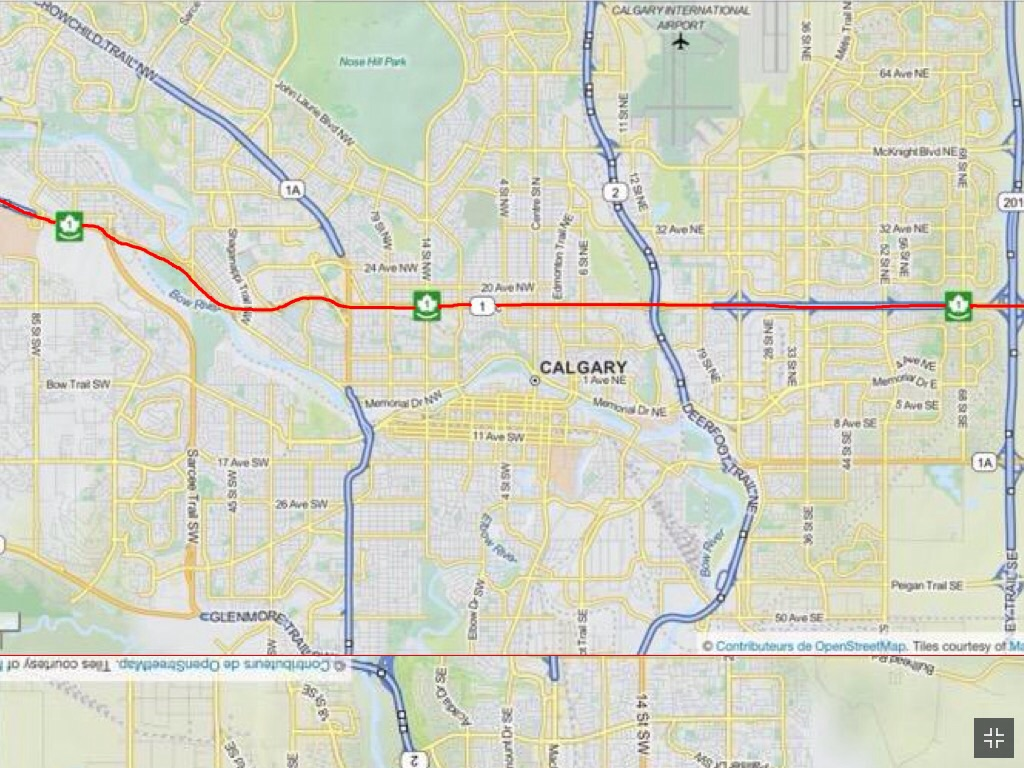
Le tracé de la route 1 dans le territoire urbain de Calgary, représenté en rouge.

Le territoire de la ville de Calgary commence à être aperçu près du kilomètre 175, alors que la route 1 possède un échangeur avec la route 201, l'autoroute de contournement de Calgary. 
La route 1 tourne légèrement ers le sud à la suite de l'échangeur pour devenir une route principale à accès limité. En effet, elle possède quelques intersections en plus d'être à voies séparées et en possédant des échangeurs. Au kilomètre 180, après avoir eu un échangeur complet avec la Sarcee Trail, elle traverse la rivière Bow et suit la rivière sur près d'un kilomètre. Elle possède ensuite des échangeurs partiels avec Bowness Road, 3rd Avenue et Shaganappi Trail. Elle passe ensuite entre les deux hôpitaux majeurs de la ville, puis rejoint la route 1A, la Crowchild Trail. Après avoir croisé Banff Street, elle devient une artère importante de la ville, la 16th Avenue. Elle possède de nombreux feux de circulation sur une distance de 6 à 7 kilomètres, alors qu'elle est la principale artère ouest-est au nord du centre-ville. Elle croise notamment la 19th Street, la 14th Street, la 4th Street et la Centre Street. Cette section demeure à 4 voies séparées, alors qu'elle passe parfois à 6 voies. À la suite de la Edmonton Trail, elle devient une artère moins commerciale possédant moins de feux de circulation alors qu'elle rejoint la route 2, (Deerfoot Trail), principale autoroute nord-sud de Calgary, qui relie notamment Calgary à Edmonton, à l'aéroport international de Calgary et à Lethbridge. La route transcanadienne continue son trajet vers l'est en étant toujours la 16th Avenue et en possédant quelques feux de circulation et des échangeurs avec Barlow Trail, 36th Street, 52nd Avenue et 68th Street. Cette section est moins dense et commerciale que celle à l'ouest de la route 2. Elle rejoint par la suite à nouveau la Stoney Trail, la route 201, à la hauteur du kilomètre 78 de cette dernière. Le territoire urbain cesse brutalement après l'échangeur entre les deux artères majeures, puis la route 1 se dirige vers l'est en tant que route principale avec peu d'intersections vers Brooks, Medicine Hat et ultimement la Saskatchewan,.

### Calgary – Medicine Hat
En quittant Calgary par l'est, elle croise la route 1A dans les environs de Chestermere, courbe légèrement vers le sud, puis revient vers l'est. Par la suite, elle suit une ligne droite de plus de 55 kilomètres de long, ce qui en fait l'une des plus longues lignes droites sur la route transcanadienne. Sur cette ligne droite, elle demeure à quatre voies séparées et croise les routes 9, 24 et 21. Elle possède un échangeur avec la route 9 au nord de Langdon. Entre les routes 21 et 24, elle passe par Strathmore, une ville moyennement peuplée. Une vingtaine de kilomètres à l'est de la ville, alors que la route 1 croise la route 561, la ligne droite se termine sur une courbe à 90° vers le sud. Elle continue dans cette direction pour une dizaine de kilomètres, puis revient vers l'est à Gleichen via une autre courbe à 90°. Le territoire devient beaucoup moins valloneux, alors qu'elle entre dans le territoire des prairies canadiennes. Elle croise par la suite la route 56, puis traverse la ville de Bassano. Elle se dirige ensuite vers le sud-est sur une distance de 35 kilomètres en possédant très peu d'intersections. Elle croise ensuite la route 36, puis devient à nouveau une autoroute à accès limité sur une courte distance, en possédant deux échangeurs qui mènent vers Brooks, une ville moyennement peuplée. Par la suite, la route 1 traverse un territoire beaucoup plus isolé, en suivant le chemin du fer du CN au nord, sur une distance de plus de 100 kilomètres. Elle ne croise que trois routes numérotées dans cette section. Elle atteint finalement le secteur de Redcliff, à l'ouest de Medicine Hat, une grande ville du sud-est de l'Alberta.
Dans la ville de Medicine Hat, elle possède quelques échangeurs et feux de circulations dispersés, alors qu'elle passe au sud du centre-ville. Elle passe au nord de l'aéroport de Medicine Hat, puis croise la route 3, et ce point est le terminus est de la Route Crownest, laquelle débute à Hope en Colombie-Britannique. La route 1 continue ensuite de contourner Medicine Hat par le sud-ouest en croisant la route 41A puis la route 41 au sud-est de la ville.

### Medicine Hat – Saskatchewan
Elle possède ensuite un chevauchement long de 16 kilomètres avec la route 41, entre Dunmore et Irvine, en traversant les Cypress Hills. Elle continue par la suite vers l'est en possédant quelques courbes dans le secteur de Walsh, puis traverse finalement la frontière avec la Saskatchewan, où la route 1 traverse le fuseau horaire central. La ville de Swift Current est situé 160 kilomètres à l'est de la frontière, Moose Jaw, à 360 kilomètres et Régina à plus de 420 kilomètres.

## Historique et futur
Une révision sur les cartes routières officielles de la province montre que la route 1 était autrefois numérotée la route 2 avant 1941, alors que la route 2 d'aujourd'hui (Calgary-Edmonton) était la route 1. La numérotation des sorties à l'ouest de Calgary débuta en 2005. En date de 2025, seule la section entre Canmore et Calgary possédait des numéros de sorties, de 83 à 177.
Parcs Canada compléta la section autoroutière longue de 8,5 kilomètres (5,3 miles) de la route 1 entre Lake Louise et la Colombie-Britannique le 12 juin 2014. 
Des plans sont en cours pour réaligner le tracé de la route 1 autour de Strathmore. Strathmore est le seul endroit où la route 1 possède une basse limite de vitesse entre Calgary et la Saskatchewan en raison des nombreuses intersections. Le tracé de réalignement débuterait au nord-ouest de Gleichen, continuerait vers l'ouest pour passer au sud du lac Eagle et puis pour revenir vers le nord-ouest pour arriver à l'intersection actuelle des routes 1 et 24, à l'ouest de Strathmore. Le plan proposerait aussi l'ajout d'un lien vers la AB-22X, améliorant ainsi l'accès au sud de Calgary.

## Limites de vitesse
Entre la Colombie-Britannique et la limite ouest de Calgary, la limite de vitesse varie entre 90 km/h et 110 km/h. Dans les Rocheuses, elle varie surtout entre 90 et 100 km/h en raison des nombreux virages et des pentes plus abruptes, tandis qu'entre les Rocheuses et Calgary, elle est presque uniquement à 110 km/h. Elle descend à 70 km/h dans le secteur ouest de Calgary, puis devient à 50 km/h dans le centre de Calgary, où les intersections sont nombreuses. À l'est de la Deerfoot Trail (la route 2), elle redevient à 70 km/h, puis une fois la route 201 passée, elle redevient à 100 km/h. Entre ce point et la Saskatchewan, elle demeure majoritairement à 100 km/h excepté à Strathmore et à Medicine Hat, où elle descend à 70 km/h et 90 km/h, respectivement.

## Liste des villes et des municipalités traversées
1. Lake Louise
2. Castle Mountain
3. Banff
4. Harvie Heights
5. Canmore
6. Exshaw
7. Seebe
8. Morley
9. Cochrane
10. Meadows
11. Calgary
12. Chestermere
13. Langdon
14. Strathmore
15. Gleichen
16. Cluny
17. Bassano
18. Brooks
19. Tilley
20. Suffield
21. Redcliff
22. Medicine Hat
23. Dunmore
24. Irvine
25. Walsh

## Intersections majeures
| Municipalité rurale / spécialisée         | Ville                                      | km     | Sortie                                                              | Destinations                                                                | Notes                                                               |
| ----------------------------------------- | ------------------------------------------ | ------ | ------------------------------------------------------------------- | --------------------------------------------------------------------------- | ------------------------------------------------------------------- |
| I.D. No 9 (Parc national Banff)           |                                            | 0,00   | —                                                                   | Route 1 ouest – Field, Golden                                               | Continue en Colombie-Britannique                                    |
| I.D. No 9 (Parc national Banff)           | Col du Cheval-qui-Rue – 1 627 m (5 338 pi) | 0,00   |                                                                     |                                                                             |                                                                     |
| I.D. No 9 (Parc national Banff)           | 6,70                                       | (7)    | Route 93 nord (Icefields Parkway) – Jasper, Rocky Mountain House    | Terminus ouest du multiplex avec l'AB-93                                    |                                                                     |
| I.D. No 9 (Parc national Banff)           | Lake Louise                                | 9,30   | (10)                                                                | Route 1A est (Bow Valley Parkway) / Lake Louise Drive ouest                 |                                                                     |
| I.D. No 9 (Parc national Banff)           | Castle Junction                            | 34,70  | (35)                                                                | Route 93 sud vers Route 1A – Radium Hot Springs, Parc national de Kooteney  | Terminus est du multiplex avec l'AB-93                              |
| I.D. No 9 (Parc national Banff)           |                                            | 56,70  | (56)                                                                | Sunshine Road                                                               |                                                                     |
| I.D. No 9 (Parc national Banff)           | 58,80                                      | (59)   | Route 1A est (Bow Valley Parkway)                                   |                                                                             |                                                                     |
| I.D. No 9 (Parc national Banff)           | Banff                                      | 64,50  | (65)                                                                | Norquay Road                                                                |                                                                     |
| I.D. No 9 (Parc national Banff)           | Banff                                      | 66,50  | (67)                                                                | Industrial Area (Compound Road)                                             | Direction est seulement                                             |
| I.D. No 9 (Parc national Banff)           | Banff                                      | 68,60  | (69)                                                                | Banff Avenue – Banff, Lac Minnewanka, Tunnel Mountain                       |                                                                     |
| I.D. No 9 (Parc national Banff)           |                                            | 81,40  | Entrée est du Parc national Banff                                   | Entrée est du Parc national Banff                                           | Entrée est du Parc national Banff                                   |
| Bighorn No 8                              | Harvie Heights                             | 82,60  | 83                                                                  | Harvie Heights                                                              | Pas d'entrée en direction est                                       |
| Bighorn No 8                              | Canmore                                    | 85,30  | 86                                                                  | Bow Valley Trail – Canmore                                                  |                                                                     |
| Bighorn No 8                              | Canmore                                    | 85,80  | (87)                                                                | Mountain Avenue – Canmore                                                   | Direction est seulement                                             |
| Bighorn No 8                              | Canmore                                    | 88,20  | 89                                                                  | Centre-ville – Canmore                                                      |                                                                     |
| Bighorn No 8                              | Canmore                                    | 90,10  | 91                                                                  | Route 1A est (Bow Valley Trail) – Canmore, Exshaw                           |                                                                     |
| Bighorn No 8                              | Canmore                                    | 92,60  | 93                                                                  | Route 742 sud (Three Sisters Parkway)                                       |                                                                     |
| Bighorn No 8                              | Dead Man's Flats                           | 97,20  | 98                                                                  | Dead Man's Flats                                                            |                                                                     |
| Bighorn No 8                              |                                            | 104,50 | 105                                                                 | Lac des Arcs                                                                |                                                                     |
| Kananaskis I.D.                           | Parc provincial de Bow Valley              | 113,20 | 114                                                                 | Route 1X nord / Ranch Road – Exshaw                                         | Indiqué sortie 114A (nord) et 114B (sud) en direction ouest         |
| Première Nation de Stoney-Nakoda          |                                            | 117,30 | 118                                                                 | Route 40 sud (Kananaskis Trail) – Pays de Kananaskis, Kananaskis Village    |                                                                     |
| Première Nation de Stoney-Nakoda          | 123,80                                     | 124    | Sortie sans nom                                                     |                                                                             |                                                                     |
| Première Nation de Stoney-Nakoda          | Mînî Thnî                                  | 130,70 | 131                                                                 | Mînî Thnî Road                                                              |                                                                     |
| Première Nation de Stoney-Nakoda          |                                            | 136,20 | 134                                                                 | Bear Hill Road                                                              |                                                                     |
| Bighorn No 8                              |                                            | 140,10 | Colline du Lac Scott – 1 410 m (4 630 pi)                           | Colline du Lac Scott – 1 410 m (4 630 pi)                                   | Colline du Lac Scott – 1 410 m (4 630 pi)                           |
| Comté de Rocky View                       |                                            | 142,60 | 143                                                                 | Route 68 sud (Sibbald Creek Trail)                                          |                                                                     |
| Comté de Rocky View                       | 155,00                                     | 156    | Jumping Pound Road                                                  |                                                                             |                                                                     |
| Comté de Rocky View                       | 159,80                                     | 161    | Route 22 (Cowboy Trail) – Cochrane, Bragg Creek                     |                                                                             |                                                                     |
| Comté de Rocky View                       | Springbank                                 | 168,00 | 169                                                                 | Range Road 33                                                               |                                                                     |
| Comté de Rocky View                       |                                            | 171,20 | 172                                                                 | Route 563 est (Old Banff Coach Road)                                        |                                                                     |
| Ville de Calgary                          | Ville de Calgary                           | 175,00 | 176                                                                 | Valley Ridge Boulevard / Crestmont Boulevard                                |                                                                     |
| Ville de Calgary                          | Ville de Calgary                           | 176,20 | 177                                                                 | Route 201 (Stoney Trail) – Edmonton, Lethbridge, Medicine Hat, Aéroport YYC | Sortie 36 de l'AB-201                                               |
| Ville de Calgary                          | Ville de Calgary                           | 177,80 | 179                                                                 | Canada Olympic Drive / Bowfort Road                                         |                                                                     |
| Ville de Calgary                          | Ville de Calgary                           | 179,30 | (180)                                                               | Sarcee Trail / 34 Avenue NW                                                 | Terminus est de l'autoroute                                         |
| Ville de Calgary                          | Ville de Calgary                           | 180,20 | Rivière Bow                                                         | Rivière Bow                                                                 | Rivière Bow                                                         |
| Ville de Calgary                          | Ville de Calgary                           | 182,60 |                                                                     | Shaganappi Trail / Memorial Drive / Bowness Road                            | Échangeur                                                           |
| Ville de Calgary                          | Ville de Calgary                           | 183,10 |                                                                     | West Campus Boulevard – Alberta Children's Hospital                         | Échangeur                                                           |
| Ville de Calgary                          | Ville de Calgary                           | 184,10 |                                                                     | 29 Street NW / Uxbridge Drive – Foothills Medical Center                    | Intersection à niveau                                               |
| Ville de Calgary                          | Ville de Calgary                           | 184,60 |                                                                     | Route 1A ouest (Crowchild Trail) / University Drive                         | Échangeur; pas de sortie en direction est vers Crowchild Trail nord |
| Ville de Calgary                          | Ville de Calgary                           | 185,30 |                                                                     | Banff Trail                                                                 | Intersection à niveau                                               |
| Ville de Calgary                          | Ville de Calgary                           | 186,50 |                                                                     | 14 Street NW – Centre-ville                                                 | Intersection à niveau                                               |
| Ville de Calgary                          | Ville de Calgary                           | 187,20 |                                                                     | 10 Street NW                                                                | Intersection à niveau                                               |
| Ville de Calgary                          | Ville de Calgary                           | 188,80 |                                                                     | Centre Street N – Centre-ville                                              | Intersection à niveau                                               |
| Ville de Calgary                          | Ville de Calgary                           | 189,20 |                                                                     | Edmonton Trail                                                              | Intersection à niveau                                               |
| Ville de Calgary                          | Ville de Calgary                           | 191,20 |                                                                     | Route 2 (Deerfoot Trail) – Aéroport, Red Deer, Fort Macleod                 | Intersection à niveau; sortie 258 de l'AB-2                         |
| Ville de Calgary                          | Ville de Calgary                           | 192,20 |                                                                     | 19 Street NE                                                                | Intersection à niveau                                               |
| Ville de Calgary                          | Ville de Calgary                           | 193,00 | —                                                                   | Barlow Trail                                                                | Échangeur                                                           |
| Ville de Calgary                          | Ville de Calgary                           | 194,40 | —                                                                   | 36 Street NE                                                                | Échangeur                                                           |
| Ville de Calgary                          | Ville de Calgary                           | 196,00 | —                                                                   | 52 Street NE                                                                | Échangeur                                                           |
| Ville de Calgary                          | Ville de Calgary                           | 197,70 |                                                                     | 68 Street NE                                                                | Intersection à niveau                                               |
| Ville de Calgary                          | Ville de Calgary                           | 198,70 | —                                                                   | Route 201 (Stoney Trail) – Edmonton, Banff,Lethbridge                       | Échangeur; sortie 78 de l'AB-201                                    |
| Comté de Rocky View                       |                                            | 202,00 |                                                                     | Garden Road (100 Street NE)                                                 |                                                                     |
| Ville de Chestermere                      | Ville de Chestermere                       | 208,40 | —                                                                   | Chestermere Boulevard – Chestermere                                         | Échangeur                                                           |
| Comté de Rocky View                       |                                            | 212,30 |                                                                     | Route 791 (Range Road 280) – Indus                                          |                                                                     |
| Comté de Rocky View                       | 218,80                                     | —      | Route 9 nord / Route 797 sud – Drumheller, Langdon                  | Échangeur                                                                   |                                                                     |
| Comté de Wheatland                        |                                            | 228,60 |                                                                     | Route 24 sud – Cheadle, Lethbridge                                          |                                                                     |
| Comté de Wheatland                        | Strathmore                                 | 238,30 |                                                                     | Route 817 (Wheatland Trail) – Carseland                                     |                                                                     |
| Comté de Wheatland                        | Strathmore                                 | 239,90 |                                                                     | George Freeman Trail                                                        |                                                                     |
| Comté de Wheatland                        |                                            | 248,10 |                                                                     | Route 21 nord – Rockyford, Three Hills, Drumheller                          |                                                                     |
| Comté de Wheatland                        | 260,50                                     |        | Route 561 est – Standard, Hussar, Rosebud                           |                                                                             |                                                                     |
| Comté de Wheatland                        | Gleichen                                   | 277,90 |                                                                     | Route 547 sud – Nation Siksika, Arrowwood                                   |                                                                     |
| Comté de Wheatland                        | Gleichen                                   | 282,30 |                                                                     | Route 901 ouest – Nation Siksika                                            |                                                                     |
| Comté de Wheatland                        |                                            | 292,10 |                                                                     | Route 842 – Chancellor, Cluny, Milo                                         |                                                                     |
| Comté de Wheatland                        | 308,10                                     |        | Route 56 nord / Range Road 201 – Hussar, Drumheller, Crowfoot Ferry |                                                                             |                                                                     |
| Comté de Newell                           | Bassano                                    | 325,10 |                                                                     | 11th Street                                                                 | Sortie direction est seulement                                      |
| Comté de Newell                           | Bassano                                    | 326,40 |                                                                     | 6th Street                                                                  |                                                                     |
| Comté de Newell                           |                                            | 330,10 |                                                                     | Route 550 est – Rosemary, Bassano                                           |                                                                     |
| Comté de Newell                           | 364,20                                     |        | Route 36 – Hannah, Vauxhall, Taber                                  |                                                                             |                                                                     |
| Comté de Newell                           | Brooks                                     | 372,60 | —                                                                   | Route 873 (2nd Street W) – Duchess                                          |                                                                     |
| Comté de Newell                           | Brooks                                     | 375,80 | —                                                                   | Route 542 ouest (Cassils Road)                                              |                                                                     |
| Comté de Newell                           |                                            | 385,00 |                                                                     | Route 875 sud – Rolling Hills                                               |                                                                     |
| Comté de Newell                           | 393,40                                     |        | Route 876 – Tilley, Patricia                                        |                                                                             |                                                                     |
| Comté de Cypress                          | Suffield                                   | 438,60 |                                                                     | Route 884 nord – BFC Suffield, Ralston, Jenner                              |                                                                     |
| Comté de Cypress                          |                                            | 465,20 |                                                                     | Route 524 ouest – Hays, Rolling Hills                                       |                                                                     |
| Comté de Cypress                          | Redcliff                                   | 471,00 |                                                                     | Mitchell Street                                                             |                                                                     |
| Comté de Cypress                          | Redcliff                                   | 471,90 |                                                                     | Broadway Avenue                                                             |                                                                     |
| Ville de Medicine Hat                     | Ville de Medicine Hat                      | 472,90 |                                                                     | Boundary Road                                                               |                                                                     |
| Ville de Medicine Hat                     | Ville de Medicine Hat                      | 475,20 | —                                                                   | Box Springs Road                                                            | Échangeur                                                           |
| Ville de Medicine Hat                     | Ville de Medicine Hat                      | 476,50 | —                                                                   | 3 Street NW                                                                 | Échangeur                                                           |
| Ville de Medicine Hat                     | Ville de Medicine Hat                      | 477,10 | Rivière Saskatchewan Sud                                            | Rivière Saskatchewan Sud                                                    | Rivière Saskatchewan Sud                                            |
| Ville de Medicine Hat                     | Ville de Medicine Hat                      | 479,10 | —                                                                   | Route 3 ouest / Route 41A est – Lethbridge, Centre-ville                    | Échangeur                                                           |
| Ville de Medicine Hat                     | Ville de Medicine Hat                      | 479,70 |                                                                     | 16 Street SW                                                                |                                                                     |
| Ville de Medicine Hat                     | Ville de Medicine Hat                      | 481,50 | —                                                                   | College Avenue / South Ridge Drive                                          | Échangeur                                                           |
| Ville de Medicine Hat                     | Ville de Medicine Hat                      | 483,00 | —                                                                   | 13 Avenue SE                                                                | Échangeur                                                           |
| Ville de Medicine Hat                     | Ville de Medicine Hat                      | 484,50 | —                                                                   | Dunmore Road / South Boundary Road                                          | Échangeur                                                           |
| Comté de Cypress                          | Dunmore                                    | 491,40 |                                                                     | Eagle Butte Road                                                            |                                                                     |
| Comté de Cypress                          |                                            | 493,00 |                                                                     | Route 41 nord (Buffalo Trail) / Township Raod 120 – Oyen                    | Terminus ouest du multiplex avec l'AB-41                            |
| Comté de Cypress                          | 509,00                                     |        | Route 41 sud (Buffalo Trail) / Township Raod 120 – Elkwater, Havre  | Terminus est du multiplex avec l'AB-41                                      |                                                                     |
| Comté de Cypress                          |                                            | 533,80 |                                                                     | Route 1 est – Swift Current, Regina                                         | Continue en Saskatchewan                                            |
| - Terminus de multiplex - Accès incomplet |                                            |        |                                                                     |                                                                             |                                                                     |